# Sierofobia
La sierofobia è il pregiudizio, paura, avversione e discriminazione nei confronti delle persone sieropositive. Le persone che vivono con l'HIV affrontano la disuguaglianza di trattamento sia socialmente sia istituzionalmente.
Anche se ancora l'HIV continua a essere un virus che non ha cura, oggigiorno il trattamento permette alle persone sieropositive non soltanto di avere una speranza di vita uguale alle persone non infettate senza arrivare mai a sviluppare AIDS, ma anche di giungere a una condizione di bassa carica virale che mantiene il virus irrilevabile e intrasmissibile.
La discriminazione per HIV/AIDS esiste in tutto il mondo e include ostracismo, rifiuto, discriminazione ed evitamento del contatto con la persona infettata. Le conseguenze dello stigma contro le persone che vivono con l'HIV dà luogo, da un lato, a una bassa partecipazione nella consulenza e le prove dell'HIV e la mancanza di interesse in sapere se ha il virus in persone che ignorano il suo stato sierologico e, per un altro, a isolamento sociale, solitudine, bassa autostima, crisi di identità o depressione in quelle persone diagnosticate con HIV.
La sierofobia ritarda la lotta contro l'HIV/AIDS e può stare intersezionata con un'altra serie di pregiudizi associati alla povertà, omosessualità, bisessesualità, transessualità o alla promiscuità.
In alcuni paesi la discriminazione istituzionale include restrizioni alla libertà di circolazione, al diritto di proprietà, all'accesso al lavoro, scuola, servizi sociali e anche alloggio.